# Abbazia di Paisley
L'abbazia di Paisley, in precedenza monastero cluniacense, è attualmente una chiesa della Chiesa di Scozia, situata sulla riva orientale del fiume Cart, nel centro della città di Paisley.

## Storia

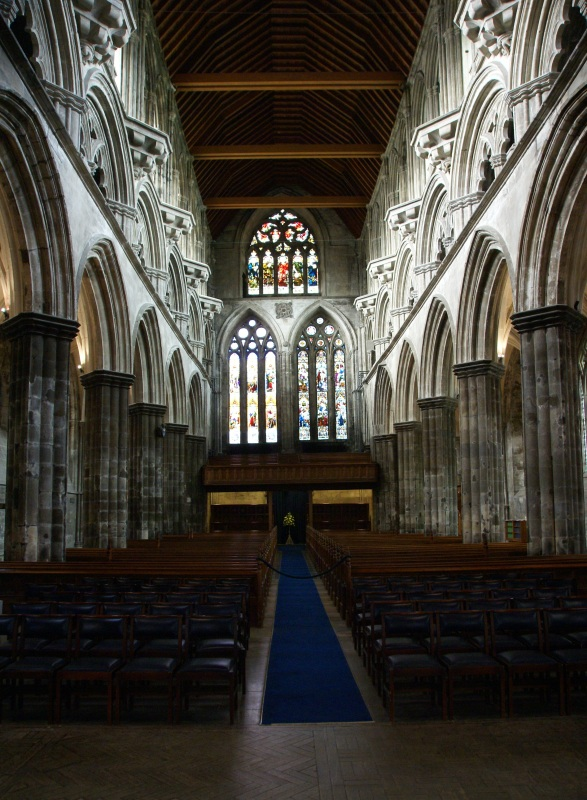
Interno: nave

Secondo la tradizione, il monaco irlandese San Mirin (o Mirren) avrebbe fondato una prima comunità sul sito dell'abbazia già nel VII secolo. Il monastero fu fondato nel 1163 ed acquisì lo status di abbazia nel 1245. Nel 1307 l'abbazia fu demolita per ordine di Edoardo I e ricostruita più tardi, nel corso del XIV secolo. Qui, nel 1316, Marjorie Bruce, figlia di Roberto I, morì dando vita al futuro re Roberto II. A lei viene normalmente attribuita una tomba situata nel coro dell'abbazia. Una serie di incendi e crolli durante il XV ed il XVI secolo lasciò l'abbazia in stato di rovina e, sebbene la sezione occidentale fosse ancora in uso, le pietre della sezione orientale erano oggetto di saccheggio. Tra il 1858 ed il 1928 furono ricostruiti il portale settentrionale, il coro ed il campanile, in stile neogotico. L'ala occidentale dell'abbazia è invece un esempio di architettura gotica originale del XII secolo. L'organo risale al 1872, quando fu costruito dal francese Cavaillé-Coll, ma è stato successivamente ricostruito tre volte ed è oggi più grande dell'originale.

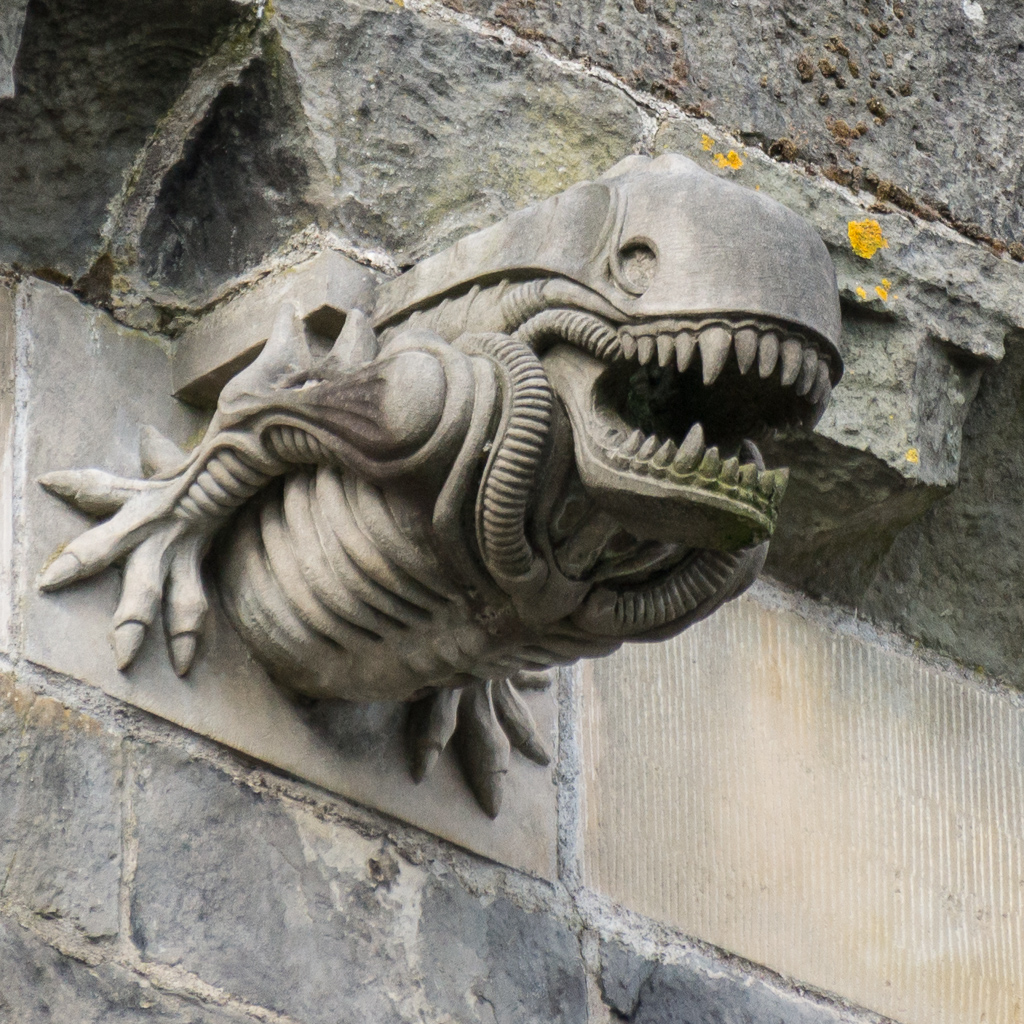
Il Gargoyle 10, cui sono state date le sembianze dello Xenomorfo del film Alien (1979)

Durante un restauro dei primi anni novanta, i dodici gargoyle sopra il chiostro sud-ovest vennero sostituiti e ad uno di essi furono date le sembianze dello Xenomorfo - creatura del film Alien (1979).
L'abbazia è il luogo di sepoltura dei primi Stuart ed ospita oggi anche la Barochan Cross, croce celtica probabilmente risalente al X secolo, in precedenza situata nel vicino villaggio di Houston.